# María del Carmen Navarro Lacoba
María del Carmen Navarro Lacoba (13 de juny de 1978) és una política espanyola membre del Partit Popular. És diputada per Albacete des del 20 de desembre de 2015 per les XI i XII legislatures.

## Biografia

### Professió
Llicenciada en Dret, compte també amb un Màster en Gestió d'Administracions Públiques. És lletrada de la Comunitat de Madrid.

### Carrera política
És presidenta de la Comissió Provincial del Partit Popular d'Albacete de Sanitat i Assumptes Socials i coordinadora de la Ruta Social del Partit Popular d'Albacete. En 2015 va ser triada diputada per Albacete al Congrés dels Diputats. És portaveu del PP de Castella - la Manxa i secretària executiva d'Albacete.